# Nowosiółki Małe (Białoruś)
Nowosiółki Małe (błr. Малыя Навасёлкі, ros. Малые Новоселки) – wieś na Białorusi, w rejonie dzierżyńskim obwodu mińskiego, 5 km na północ od centrum Kojdanowa (Dzierżyńska), na prawym brzegu rzeki Usy.

## Historia
W wyniku II rozbioru Polski wieś znalazła się w 1793 roku na terenie Imperium Rosyjskiego. W I połowie XIX wieku była własnością, razem z sąsiednimi Nowosiółkami Wielkimi, rodziny Kostrowickich herbu Bajbuza. Kazimierz Kostrowicki utracił te majątki w wyniku represji po powstaniu styczniowym. Wieś została kupiona w 1870 roku od carskiego skarbu przez Mikołaja Szustrowa i pozostała już w rękach rosyjskich właścicieli do rewolucji październikowej.

## Dwór
Kostrowiccy wybudowali w latach 30. XIX wieku klasycystyczny dwór. Stał na wysokim brzegu rzeki. Był to murowany (ceglany), dwukondygnacyjny budynek zbudowany na planie prostokąta, z czterokolumnowym portykiem z trójkątnym szczytem. Wnętrze miało układ dwutraktowy, z dwiema klatkami schodowymi przy bocznych przedsionkach. 
Przed domem był nieduży park krajobrazowy. Ogród zamykała brama wjazdowa składająca się z sześciu ustawionych w półkole słupów. W ogrodzie stał również budynek pełniący rolę stajni i spichlerza.
Majątek Nowosiółki Małe (Kostrowickich) został opisany w 1. tomie Dziejów rezydencji na dawnych kresach Rzeczypospolitej Romana Aftanazego.